# Divina idiozia
Divina idiozia, sottotitolo Come guardare al mondo contemporaneo è una raccolta di saggi scritti da Kurt Vonnegut  fra il 1965 e il 1974 e tratti dalla raccolta originale Wampeters, Foma & Granfalloons pubblicata negli USA  nel 1974.
La prima edizione italiana presentava solo nove dei venticinque saggi originali, ed era aperta da un'introduzione di Elena Fantasia. Nel 2023 è stata pubblicata da Bompiani una nuova edizione, con sottotitolo "Pensare l'impensabile, dire l'indicibile", che contiene tutti i venticinque saggi.

## La raccolta
- Introduzione
- "Fantascienza" (New York Times Review)
- "Dove vai se il Nirvana non ce l'hai" (Esquire)
- "Excelsior! Andiamo sulla luna! Excelsior!" (The New York Time Magazine)
- "Discorso all'American Physical Society" (New York, 1969)
- "Biafra, un popolo tradito" (Mccall's)
- "Discorso ai laureandi del Bennington College, classe 1970" (Vogue)
- "Tortura e lacrime" (New York Times, 1971)
- "In un modo da far vergognare anche Dio" (Harper's Magazine)
- "Discorso alla conferenza del PEN a Stoccolma nel 1973"

L'indicazione fra parentesi relativa alla pubblicazione originale è riportata nel libro al termine di ciascun saggio

## Edizioni
- Divina idiozia, a cura di Elena Fantasia, Roma, edizioni e/o collana Piccola Biblioteca Morale, 2000,  p. 156, ISBN 88-7641-434-7.

- Divina idiozia, a cura di Elena Fantasia, Roma, edizioni e/o collana Tascabili, 2002,  p. 143, ISBN 88-7641-492-4.

- Divina idiozia. Pensare l'impensabile, dire l'indicibile, Traduttore: Stefano Travagli, Curatore:Vincenzo Mantovani, Roma, Bompiani saggistica, 2023,  p. 304, ISBN 9788830120525.